# 莲沱兔儿风
莲沱兔儿风（学名：Ainsliaea ramosa）是菊科兔儿风属的植物，是中国的特有植物。分布在中国大陆的湖南、四川、广东、湖北、贵州、广西等地，生长于海拔120米至800米的地区，一般生于水旁潮湿处和册地密林中，目前尚未由人工引种栽培。